# Vielverge
Vielverge település Franciaországban, Côte-d’Or megyében. Lakosainak száma 499 fő (2022. január 1.). Vielverge Perrigny-sur-l'Ognon, Flammerans, Soissons-sur-Nacey, Lamarche-sur-Saône, Pontailler-sur-Saône és Champagney községekkel határos.

## Népesség
A település népessége az elmúlt években az alábbi módon változott:
| Lakosok száma | 484  | 452  | 443  | 486  | 489  | 483  | 496  | 504  | 504  | 499  |
|               | 1968 | 1982 | 1990 | 2006 | 2013 | 2015 | 2017 | 2019 | 2020 | 2022 |